# Doberenz (Königsfeld)
Doberenz ist ein Ortsteil der Gemeinde Königsfeld im sächsischen Landkreis Mittelsachsen. Er wurde am 1. Juli 1950 eingemeindet.

## Geografie

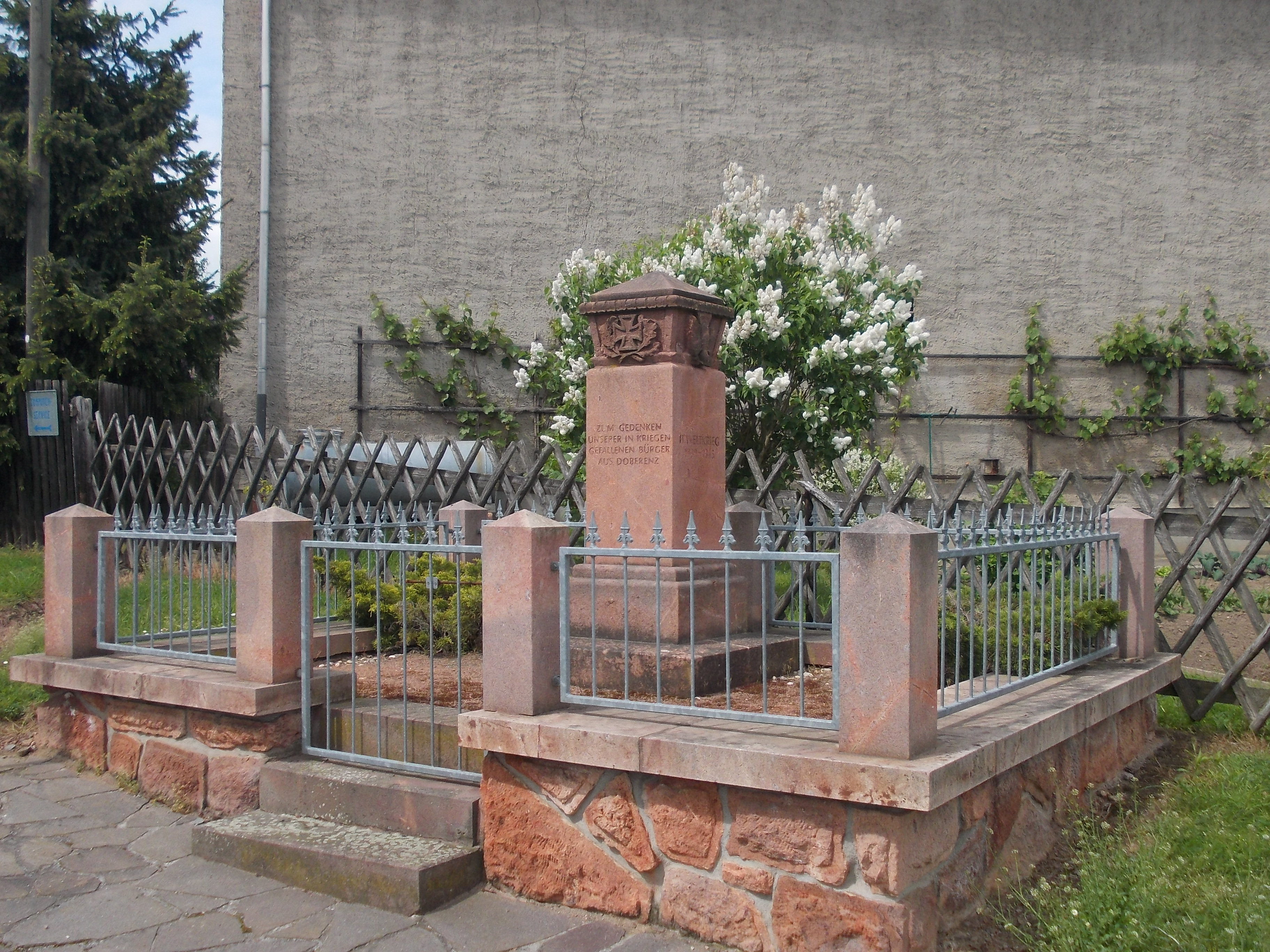
Doberenz, Denkmal

### Geografische Lage und Verkehr
Doberenz befindet sich östlich des Hauptorts Königsfeld westlich der Bundesstraße 107. Der durch den Ort fließende Erlsbach mündet in die Zwickauer Mulde, welche im Osten an Doberenz vorbeifließt. Die Talsperre Königsfeld befindet sich nördlich von Doberenz. Südlich des Orts verläuft die Bundesstraße 7.

### Nachbarorte
| Weißbach                     | Leutenhain                                  | Schwarzbach |
| Königsfeld mit Neukönigsfeld | Kompassrose, die auf Nachbargemeinden zeigt | Weiditz     |
|                              | Rochlitz                                    |             |

## Geschichte

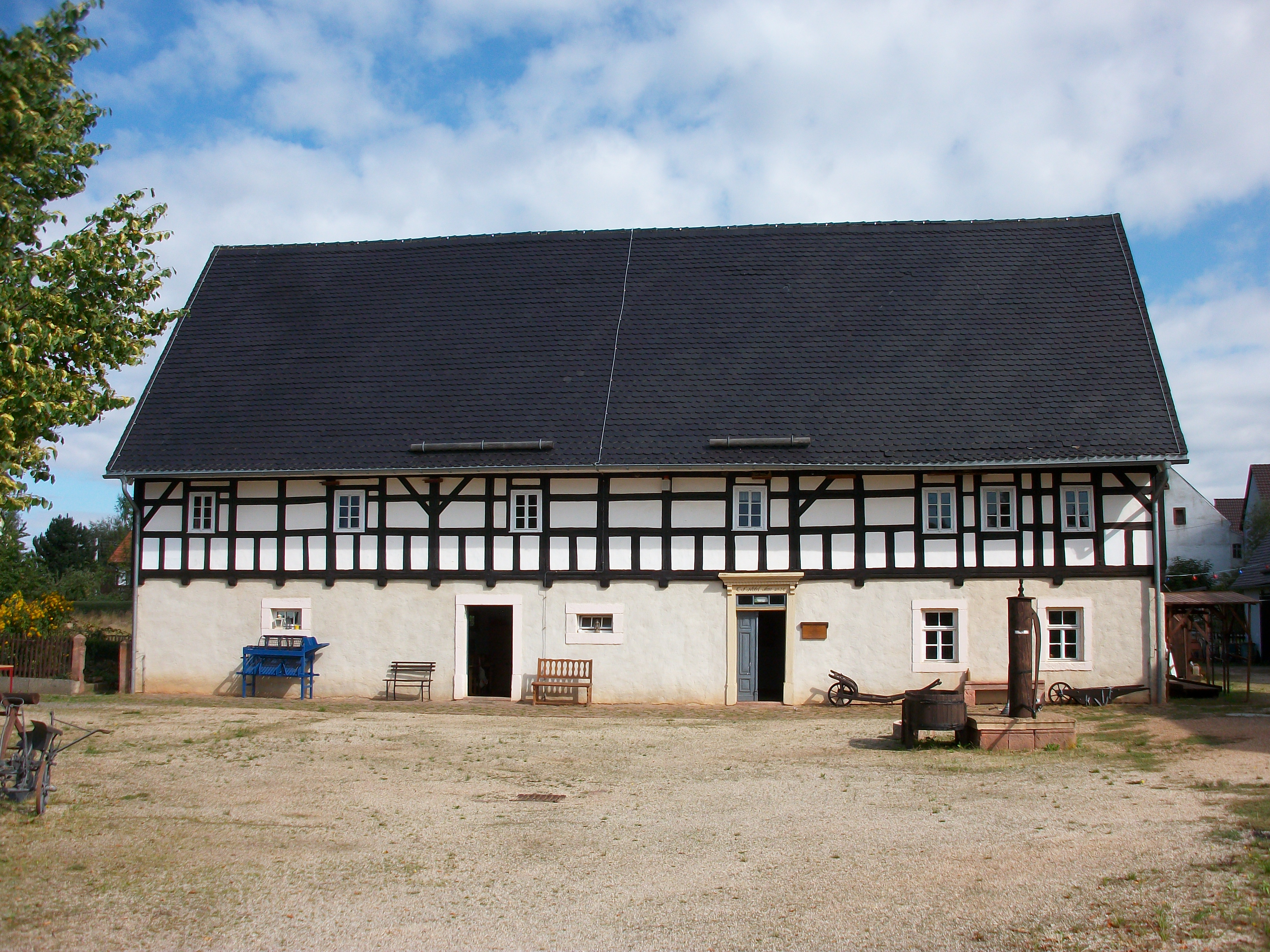
Transloziertes Doberenzer Wohnstallhaus im Museum Schwarzbach

Das Gassendorf Doberenz wurde im Jahr 1378 als Dobirencz erwähnt. Bezüglich der Grundherrschaft unterstand der Ort um 1548 anteilig der Pfarre zu Königsfeld und dem Rittergut Königsfeld. Nach 1696 ist nur noch das Rittergut Königsfeld als Grundherr verzeichnet. Kirchlich ist Doberenz seit jeher nach Rochlitz gepfarrt. Doberenz gehörte bis 1856 zum kursächsischen bzw. königlich-sächsischen Amt Rochlitz. Bei den im 19. Jahrhundert im Königreich Sachsen durchgeführten Verwaltungsreformen wurden die Ämter aufgelöst. Dadurch kam Doberenz im Jahr 1856 unter die Verwaltung des Gerichtsamts Rochlitz und 1875 an die neu gegründete Amtshauptmannschaft Rochlitz.
Am 1. Juli 1950 erfolgte die Eingemeindung von Doberenz nach Königsfeld. Durch die zweite Kreisreform in der DDR im Jahr 1952 wurde Doberenz als Teil der Gemeinde Königsfeld dem Kreis Rochlitz im Bezirk Chemnitz (1953 in Bezirk Karl-Marx-Stadt umbenannt) angegliedert, der ab 1990 als sächsischer Landkreis Rochlitz fortgeführt wurde und 1994 im Landkreis Mittweida bzw. 2008 im Landkreis Mittelsachsen aufging.

## Sehenswürdigkeiten
- Slawische Wallburg / Höhenburg Wetzsteinberg.